# Fudbalski klub Dečić Tuzi 2011-2012
Questa voce raccoglie le informazioni riguardanti il Dečić nelle competizioni ufficiali della stagione 2011-2012.

## Rosa
| N. |                                 | Ruolo | Calciatore       |
| -- | ------------------------------- | ----- | ---------------- |
|    | Montenegro (bandiera)           | P     | Vedad Drešević   |
|    | Serbia (bandiera)               | P     | Milan Pavićević  |
|    | Bosnia ed Erzegovina (bandiera) | D     | Haris Bajramović |
|    | Montenegro (bandiera)           | D     | Drago Bošković   |
|    | Montenegro (bandiera)           | D     | Milan Radulović  |
|    | Montenegro (bandiera)           | D     | Hilmo Gutić      |
|    | Montenegro (bandiera)           | D     | Demir Ramović    |
|    | Montenegro (bandiera)           | D     | Nijazim Padović  |
|    | Serbia (bandiera)               | D     | Miladin Nelević  |
|    | Montenegro (bandiera)           | C     | Rijad Pepić      |
|    | Montenegro (bandiera)           | C     | Amar Nuhodžić    |
|    | Montenegro (bandiera)           | C     | Valento Camaj    |
|    | Montenegro (bandiera)           | C     | Velibor Vešović  |
|    | Montenegro (bandiera)           | C     | Dalibor Đukić    |

| N. |                       | Ruolo | Calciatore            |
| -- | --------------------- | ----- | --------------------- |
|    | Montenegro (bandiera) | C     | Savo Gazivoda         |
|    | Serbia (bandiera)     | C     | Marko Živković        |
|    | Montenegro (bandiera) | C     | Edin Lekić (capitano) |
|    | Montenegro (bandiera) | C     | Drazen Ajković        |
|    | Montenegro (bandiera) | C     | Bojan Lazarević       |
|    | Montenegro (bandiera) | C     | Milan Vučković        |
|    | Montenegro (bandiera) | A     | Drazen Milić          |
|    | Montenegro (bandiera) | A     | Arben Adžović         |
|    | Montenegro (bandiera) | A     | Mirza Ljumić          |
|    | Serbia (bandiera)     | A     | Mario Gavrilović      |
|    | Montenegro (bandiera) | A     | Boris Kladnik         |
|    | Montenegro (bandiera) | A     | Sead Krnić            |
|    | Montenegro (bandiera) | A     | Sead Banda            |